# Zatavua zanahary
Espèce
Zatavua zanahary est une espèce d'araignées aranéomorphes de la famille des Pholcidae.

## Distribution
Cette espèce est endémique de la région Diana à Madagascar. Elle se rencontre dans la Montagne d'Ambre.

## Description
Le mâle holotype mesure 7,9 mm.

## Étymologie
Cette espèce est nommée en référence à Zanahary.

## Publication originale
- Huber, 2003 : Cladistic analysis of Malagasy pholcid spiders reveals generic level endemism: Revision of Zatavua n. gen. and Paramicromerys Millot (Pholcidae, Araneae). Zoological Journal of the Linnean Society, vol. 137, p. 261-318.